# Hatha Ioga

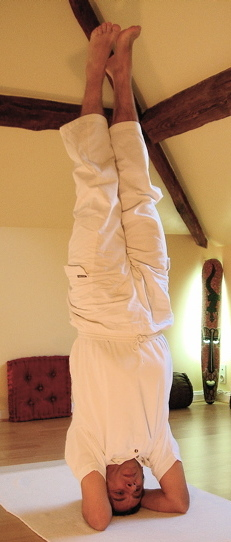
Shirsa ásana o ‘postura [sobre el] cap’.

El hatha ioga és l'estil de ioga conegut per les seves asanas o postures corporals, que donen fermesa i elasticitat als músculs. Va ser creat el segle xv o XVI pel yogui Svatmarama, basat en els ágamas tàntrics, a diferència del ragui-ioga (que es basa en les Upanishad).
El hatha ioga és un dels mètodes de ioga més difosos a tot el món. Es tracta d'un ioga "suau" si el comparem amb les altres classes de ioga. El hatha ioga fa una transició suau entre una asana i la següent. Durant la pràctica no hem d'oblidar mai el control de la respiració ni deixar l'estat meditatiu 

## Etimologia
En sànscrit, haṭha ioga significa literalment ‘ioga forçat’.

## Pràctica
El hatha ioga es basa en una sèrie de postures corporals que es diuen asanas, el propòsit de les quals és fer que el cos estigui preparat per a la meditació.

## Power ioga
Pel nom de power ioga (en anglès ‘ioga del poder’, pronunciat /páua ioga/) es coneixen totes les escoles que fan un estil de hatha ioga dinàmic sense sèries fixes. Va ser creat per mestres nord-americans i europeus. És considerat un estil de hatha ioga i no un mètode per ell mateix. Avui dia el mètode del hatha ioga té uns quants estils.